# Đà điểu Somali
Đà điểu Somali (Struthio molybdophanes) là một loài chim lớn không bay được bản địa Sừng châu Phi. Trước đây loài này được xem là phân loài của đà điểu thông thường nhưng đã được tách thành loài riêng năm 2014.